# Оппа (епископ Туя)
Оппа (лат. Oppas; умер, возможно, между 683 и 688) — епископ Туя в первой половине 680-х годов.

## Биография
О происхождении и ранних годах жизни Оппы данных не сохранилось. Единственное свидетельство о нём в современных ему исторических источниках относится к 683 году, когда он уже был главой Туйской епархии. Тогда он участвовал в Тринадцатом Толедском соборе. В актах синода его подпись стоит тридцать третьей из всех участников. Это свидетельствует о том, что он стал епископом незадолго до этого, так как тогда иерархи подписывали подобные документы в порядке продолжительности своего нахождения во главе епархий. Предшествовавшим Оппе главой епископской кафедры в Туе был Генетий, последнее упоминание о котором относится к 681 году.
О дальнейшей судьбе Оппы достоверных сведений не сохранилось. Скорее всего, он умер в 680-х годах: не ранее 683 года и не позднее 688 года; возможно, около 686 года. Его преемником в епархии Туя был Адельфий, впервые упоминавшийся в этом сане в 688 году.
Некоторые медиевисты отождествляют епископа Туя с двумя его тёзками, жившими в конце VII века — начале VIII века: одноимённым епископом Эльче и одноимённым епископом Севильи. Первый — участник Шестнадцатого Толедского собора 693 года; второй — сын одного из вестготских королей (скорее всего Эгики, но также возможно, что и Витицы) и активный участник событий времён арабского завоевания Пиренейского полуострова. По мнению А. Исла Фреза, Оппа — один из членов вестготской королевской семьи — с юности был посвящён в духовный сан и сначала назначен епископом Туя, а затем в целях политической целесообразности переводился с менее важных на более важные для вестготских монархов епископские кафедры, пока не достиг сана главы Севильской епархии. Однако такое отождествление трёх этих персон оспаривается другими историками. В том числе, ими указывается, что практика перехода вестготских епископов из одной епархии в другую противоречила церковным канонам и стала распространённой только в результате одобрения её Шестнадцатым Толедским собором. Поэтому отождествление епископа Туя и его более поздних тёзок вряд ли возможно. По мнению Р. Коллинза, Оппа, сын короля вестготов и глава Севильской епархии, мог быть тождественен только епископу Эльче.